# 651 Antikleia
Antikleia (asteroide 651) é um asteroide da cintura principal com um diâmetro de 33,04 quilómetros, a 2,7322368 UA. Possui uma excentricidade de 0,0963724 e um período orbital de 1 920,38 dias (5,26 anos).
Antikleia tem uma velocidade orbital média de 17,12885494 km/s e uma inclinação de 10,76903º.
Este asteroide foi descoberto em 4 de Outubro de 1907 por August Kopff.